# Aleksander Niewiarowski

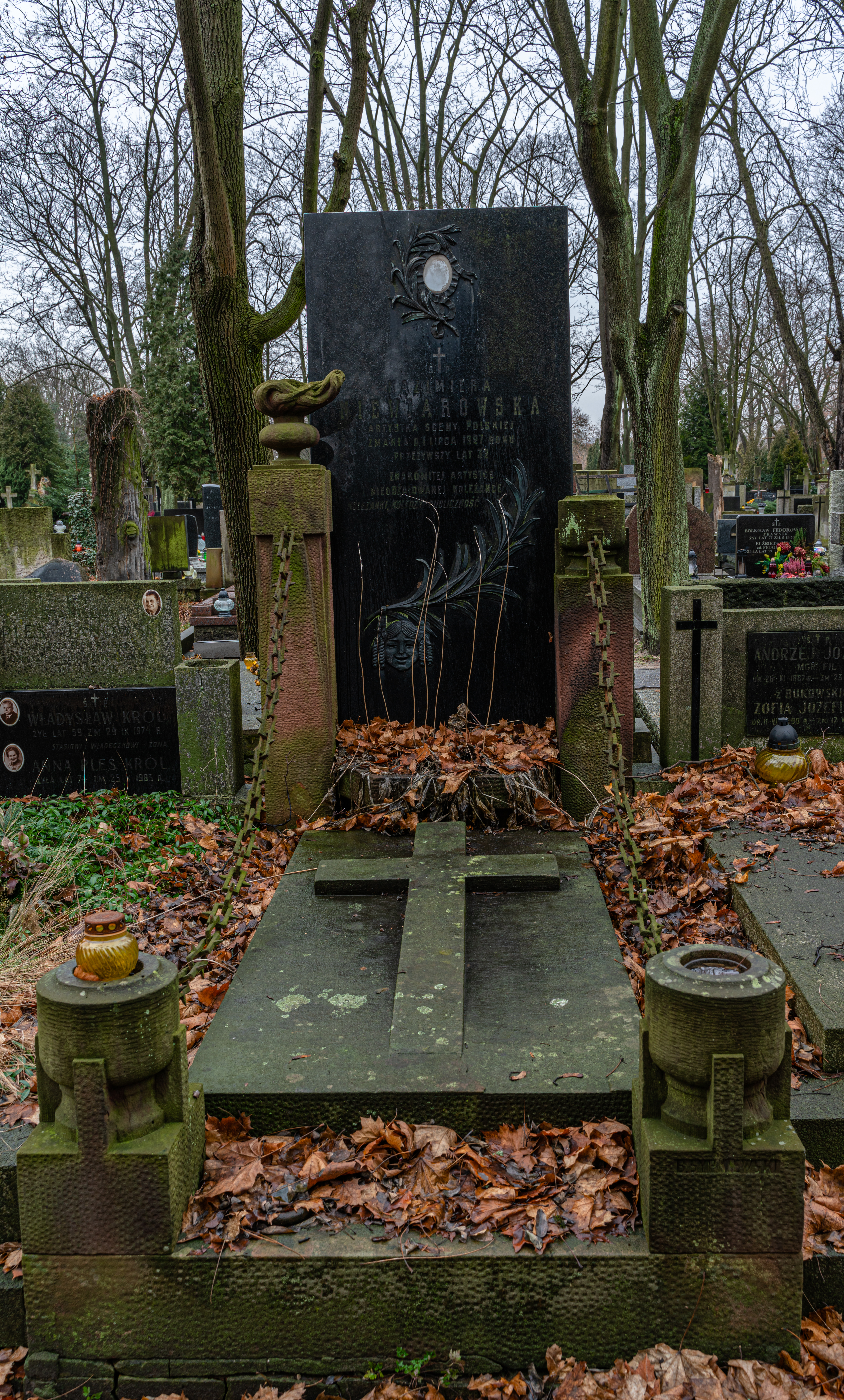
Grób Aleksandra Niewiarowskiego na cmentarzu Powązkowskim

Aleksander Niewiarowski (ur. 1824, zm. 13 listopada 1892 w Warszawie) – powieściopisarz, dziennikarz i członek Cyganerii Warszawskiej. Współpracował z wieloma warszawskimi pismami.
Spoczywa na cmentarzu Powązkowskim w Warszawie (kwatera 77-5-16).

## Wybrane dzieła
- Wspomnienie o Cyganerii Warszawskiej, 1864
- Życie na żart, t. 1-3, 1856.